# Peter Safran
Peter Safran (nacido el 22 de noviembre de 1965) es un productor de cine y televisión británico-estadounidense. Actualmente se desempeña como copresidente y director ejecutivo de DC Studios junto con James Gunn.

## Primeros años
Después de crecer en el Reino Unido, Safran se graduó de la Universidad de Princeton. Obtuvo su título de JD en la Facultad de Derecho de la Universidad de Nueva York. Trabajó como abogado corporativo en la ciudad de Nueva York, antes de convertirse en asistente en UTA.

## Carrera cinematográfica
Se convirtió en gerente de Gold-Miller Co y permaneció allí hasta 1998. Luego fue gerente en Brillstein-Grey durante cinco años, antes de ser nombrado presidente de Brillstein-Grey Management en 2003. Como presidente, fue responsable de las actividades diarias del departamento, que tenía más de 200 clientes, incluidos Brad Pitt, Jennifer Aniston, Adam Sandler, Nicolas Cage y Courteney Cox. Dejó Brillstein-Grey en 2006 para lanzar The Safran Company y se llevó consigo toda su lista de clientes. Como mánager, representó a Sean Combs, Adam Shankman, David Hyde Pierce, Jennifer Lopez y Brooke Shields.
Durante los últimos años, Safran ha podido desarrollar The Conjuring Universe y producir películas como Aquaman, Shazam! (y sus respectivas secuelas), The Suicide Squad y muchos otros bajo su estandarte y a través de su contrato de primera opción con Warner Bros.

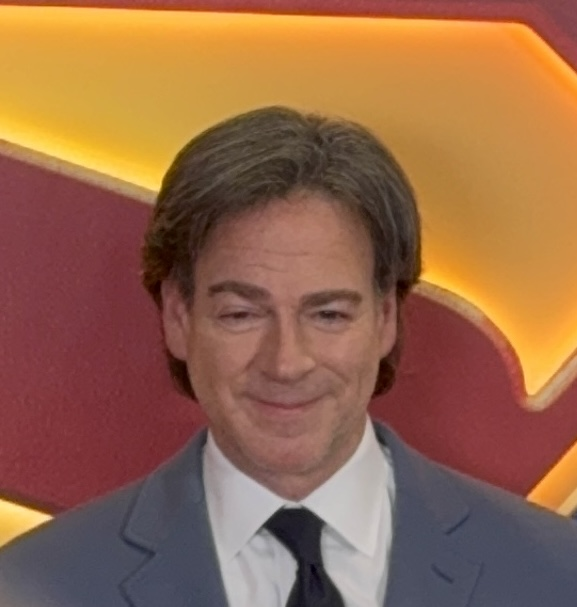
Safran, en 2025.

En octubre de 2022, Safran y James Gunn fueron nombrados copresidentes y codirectores ejecutivos de DC Studios, supervisando proyectos de cine, televisión y animación. Mientras que Gunn se encargará de los aspectos creativos, Safran se encargará de la parte comercial de la división. Los dos asumieron sus cargos el 1 de noviembre de 2022.

## Filmografía

### Películas
| Año  | Título                                 | Director                          | Notas                  |
| ---- | -------------------------------------- | --------------------------------- | ---------------------- |
| 1997 | RocketMan                              | Stuart Gillard                    | Coproductor            |
| 1998 | Senseless                              | Penelope Spheeris                 | Productor co-ejecutivo |
| 2000 | Scary Movie                            | Keenen Ivory Wayans               | Productor ejecutivo    |
| 2000 | The Specials                           | Craig Mazin                       | Productor co-ejecutivo |
| 2004 | My Baby's Daddy                        | Cheryl Dunye                      | Productor ejecutivo    |
| 2004 | Connie and Carla                       | Michael Lembeck                   | Productor ejecutivo    |
| 2004 | Jiminy Glick in Lalawood               | Vadim Jean                        |                        |
| 2005 | The Long Weekend                       | Pat Holden                        | Productor ejecutivo    |
| 2008 | Meet the Spartans                      | Jason Friedberg and Aaron Seltzer |                        |
| 2008 | Over Her Dead Body                     | Jeff Lowell                       |                        |
| 2008 | The Miracle of Phil                    | Andrew Douglas                    | Cortometraje           |
| 2008 | Disaster Movie                         | Jason Friedberg y Aaron Seltzer   |                        |
| 2008 | Doggie Heaven                          | James Wan                         | Cortometraje           |
| 2008 | Blue Like You                          | Lucky McKee                       | Cortometraje           |
| 2008 | Meat Dog: What’s fer Dinner            | David Slade                       | Cortometraje           |
| 2008 | Fairy Tale Police                      | Adam Green                        | Cortometraje           |
| 2008 | Sparky & Mikaela                       | James Gunn                        | Cortometraje           |
| 2008 | Humanzee!                              | James Gunn                        | Cortometraje           |
| 2009 | Post Apocalyptic Pizza                 | Peter Cornwell                    | Cortometraje           |
| 2009 | New in Town                            | Jonas Elmer                       |                        |
| 2009 | My Life in Ruins                       | Donald Petrie                     | Productor ejecutivo    |
| 2010 | Buried                                 | Rodrigo Cortés                    |                        |
| 2010 | Vampires Suck                          | Jason Friedberg y Aaron Seltzer   |                        |
| 2011 | Flypaper                               | Rob Minkoff                       |                        |
| 2011 | Elephant White                         | Prachya Pinkaew                   |                        |
| 2012 | ATM                                    | David Brooks                      |                        |
| 2012 | True Love                              | Enrico Clerico Nasino             |                        |
| 2013 | Vehicle 19                             | Mukunda Michael Dewil             |                        |
| 2013 | Hours                                  | Eric Heisserer                    |                        |
| 2013 | The Conjuring                          | James Wan                         |                        |
| 2013 | Mindscape                              | Jorge Dorado                      |                        |
| 2013 | The Starving Games                     | Jason Friedberg y Aaron Seltzer   |                        |
| 2013 | Best Night Ever                        | Jason Friedberg y Aaron Seltzer   |                        |
| 2014 | Annabelle                              | John R. Leonetti                  |                        |
| 2015 | The Atticus Institute                  | Chris Sparling                    |                        |
| 2015 | Superfast!                             | Jason Friedberg y Aaron Seltzer   |                        |
| 2015 | Dark Places                            | Gilles Paquet-Brenner             | Productor ejecutivo    |
| 2015 | Summer Camp                            | Alberto Marini                    |                        |
| 2015 | Martyrs                                | Kevin Goetz y Michael Goetz       |                        |
| 2016 | The Choice                             | Ross Katz                         |                        |
| 2016 | The Conjuring 2                        | James Wan                         |                        |
| 2016 | The Belko Experiment                   | Greg McLean                       |                        |
| 2016 | Mine                                   | Fabio Guaglione                   |                        |
| 2016 | Within                                 | Phil Claydon                      |                        |
| 2016 | The Worthy                             | Ali F. Mostafa                    |                        |
| 2016 | Wolves at the Door                     | John R. Leonetti                  |                        |
| 2017 | Annabelle: Creation                    | David F. Sandberg                 |                        |
| 2017 | The Crucifixion                        | Xavier Gens                       |                        |
| 2017 | Flatliners                             | Niels Arden Oplev                 |                        |
| 2018 | La monja                               | Corin Hardy                       |                        |
| 2018 | Aquaman                                | James Wan                         |                        |
| 2019 | Shazam!                                | David F. Sandberg                 |                        |
| 2019 | Annabelle Comes Home                   | Gary Dauberman                    |                        |
| 2019 | Valley of the Gods                     | Lech Majewski                     | Productor ejecutivo    |
| 2021 | The Conjuring: The Devil Made Me Do It | Michael Chaves                    |                        |
| 2021 | The Suicide Squad                      | James Gunn                        |                        |
| 2022 | I Want You Back                        | Jason Orley                       |                        |
| 2023 | Shazam! Fury of the Gods               | David F. Sandberg                 |                        |
| 2023 | Blue Beetle                            | Ángel Manuel Soto                 |                        |
| 2023 | La monja II                            | Michael Chaves                    |                        |
| 2023 | Aquaman y el Reino Perdido             | James Wan                         |                        |

### Televisión
| Year    | Title                | Notes                    |
| ------- | -------------------- | ------------------------ |
| 2003    | Are You Comfortable? | Película para televisión |
| 2006    | Heist                | 4 episodios              |
| 2008–09 | James Gunn's PG Porn |                          |
| 2022–   | Peacemaker           |                          |
| 2024-   | Creature commandos   |                          |
| 2026-   | Lanterns             |                          |